# Pasquale Senatore
Pasquale Senatore (Crotone, 22 gennaio 1940 – Catanzaro, 16 marzo 2015) è stato un politico italiano, sindaco di Crotone e consigliere regionale della Calabria.

## Biografia
Già militante, negli anni del liceo, dell'organizzazione "Giovane Italia", a 18 anni aderisce all'MSI.
Nello stesso periodo, oltre all'interesse per la politica, prosegue gli studi e, dopo la maturità classica al liceo "Pitagora" di Crotone, si trasferisce a Messina per seguire gli studi di filosofia. Ottenuta la laurea, torna a Crotone, dove per circa 30 anni insegna Italiano e Storia presso l'Istituto tecnico commerciale "A. Lucifero".
Per molti anni segretario provinciale del MSI-DN, nel 1995, con la cosiddetta "svolta di Fiuggi", aderisce ad Alleanza Nazionale.
Fa più volte parte del Consiglio comunale e di quello provinciale finché, nel 1997, accetta la candidatura a sindaco della città ionica, vincendo al ballottaggio con il 58% dei consensi. Alle successive elezioni del 2001, viene rieletto sindaco, come espressione di una coalizione di centro-destra, con il 66,5% dei voti.
Rimane in carica fino al 2005, quando viene eletto consigliere regionale per le liste di Alleanza Nazionale. Nel 2008 aderisce al movimento La Destra, con cui si candida - come capolista in Calabria - al Senato della Repubblica.
Dopo alcuni mesi, aderisce al Popolo della Libertà, ricandidandosi al Consiglio regionale nel 2010, senza tuttavia essere eletto. Rompe con la politica dei partiti e alle elezioni amministrative del 2011 si candida a sindaco di Crotone, fuori dagli schemi, sostenuto da tre liste civiche e dai candidati indipendenti di Forza Nuova. Arriva terzo con il 18,08% dei voti, a breve distanza dalla candidata ufficiale del centrodestra, e per poche centinaia di voti non accede al ballottaggio. In Consiglio comunale si iscrive al gruppo del PdL.
Muore all'età di 75 anni stroncato da un infarto mentre era ricoverato all'ospedale di Catanzaro a causa di una caduta.

## La fase amministrativa

### Il "dopo alluvione"
La situazione politico-economico-industriale della città non è esaltante e fra i primi obiettivi della giunta Senatore figura il rilancio di un territorio da poco reduce dalla chiusura delle fabbriche più importanti - Enichem e Pertusola Sud -, ma soprattutto dalla violenta alluvione del 14 ottobre 1996 che aveva prodotto 6 morti, migliaia di sfollati e ingenti danni. Il programma mira inizialmente alla messa in sicurezza del fiume Esaro e delle abitazioni che si trovano a ridosso dei suoi argini.
Promuove il progetto Quartiere Fondo Gesù, all'entrata della città, con il restauro o la costruzione ex novo di palazzi e villette popolari (in parte, non ancora completati) e la creazione di Piazza degli Artisti.

### Le opere pubbliche
Con l'amministrazione Senatore, ha luogo la riqualificazione di numerosi quartieri, con il restauro, l'ampliamento o la creazione di numerose opere pubbliche. In quegli anni, infatti, giunsero a Crotone numerosi finanziamenti pubblici come rimborso per l'alluvione del 1996 e per il contratto d'area.
Fra di esse: l'ampliamento dello stadio Ezio Scida, del porto turistico e la costruzione del PalaKrò, del PalaMilone e della pista ciclabile.
Il 14 gennaio 2005, in concomitanza con la visita alla città del presidente della Repubblica Carlo Azeglio Ciampi, è inaugurata Piazza Padri della Patria.

### Il piano regolatore e la rielezione
Sempre durante la giunta Senatore, è adottato il piano regolatore di Crotone, atteso per 25 anni, senza però sostenerlo con un adeguato piano di sviluppo economico, ed i cui effetti in termini di ricaduta economica e sociali sono da dimostrare.
Nel 2001 è rieletto sindaco al primo turno con il 68,8% dei voti mentre, nel 2005, quando è eletto al Consiglio regionale, si dimette, lasciando l'interim al "suo" Assessore alla Pubblica Istruzione e all'Università Armando Riganello, che "traghetterà" l'amministrazione fino alle elezioni del 2006, che segneranno il ritorno del centrosinistra al governo della città.
In Consiglio regionale ha ricoperto la carica di Vicepresidente della IV Commissione "Assetto, utilizzazione del territorio e protezione dell'ambiente".

### Il tentativo di bonificare la città
Durante il periodo dei suoi due mandati la città di Crotone fu oggetto da parte dell'Eni di accreditare sostanze inquinanti derivate dagli scarti industriali delle fabbriche cittadine ormai chiuse da alcuni anni come materiale inerte. In particolare, la magistratura ha puntato il dito contro numerosi edifici pubblici, in particolare alcune scuole e un parco pubblico. Quest'ultimo, ad esempio, era stato denominato dallo stesso Senatore la "passeggiata degli innamorati" ma dopo le indagini del Procuratore della Repubblica Raffaele Mazzotta e del Sostituto Pierpaolo Bruni, la stampa la definì "la passeggiata dei veleni". Dopo le indagini della Procura partì in città un forte movimento ambientalista che chiedeva salute e verità. La città di Crotone, ha ormai smascherato la magistratura, durante il mandato di Senatore fu letteralmente avvelenata da tonnellate di cubilot che venivano sotterrate sotto scuole e edifici pubblici.

### Apologia di fascismo
Durante gli anni del mandato, dopo ogni intervista, era solito salutare a mano tesa, richiamando palesemente il saluto romano. Il gesto era tuttavia edulcorato in associazione alla frase: "parola del vostro sindaco".
Il Gladio eretto sulla collina di Parco Pignera è un'opera di chiara ispirazione dell'antica Roma fu molto criticata. Alla sua inaugurazione migliaia di persone in ogni caso apprezzarono l'opera.
Alle elezioni del 2011, candidato a sindaco per una lista di ultradestra alleata, tra l'altro, con Forza Nuova, si presentò ad una conferenza stampa con un elmetto militare in testa.
Senatore, da sempre fervente mussoliniano, era solito apparire in pubblico con la sua inseparabile spilla raffigurante la lettera M stilizzata, chiaro riferimento alla firma di Benito Mussolini.